# Secretario del Comité del Partido Comunista Chino
El Secretario del Comité del Partido Comunista Chino, también conocido como secretario del partido o jefe del partido (en chino: 党委书记, pinyin: Dǎngwěi shūjì) es la denominación de los líderes del Partido Comunista de China en cada uno de sus Comités Permanentes Provinciales, los cuales son las organizaciones del partido de una provincia, regiones autónomas, municipios, u otra región administrativa. En la mayoría de los casos, es el más alto cargo político de facto de un área de jurisdicción. El término también se usa para la posición de liderazgo de las organizaciones del Partido Comunista en las empresas estatales, universidades, hospitales u otras instituciones del Estado.
Después de la Revolución Cultural, el PCCh es responsable de la formulación de políticas y el gobierno es responsable de su ejecución diaria. En cada nivel de jurisdicción, un líder de gobierno sirve junto con el secretario del partido. Por ejemplo, en el caso de una provincia, el secretario del partido provincial es el cargo más alto de facto, pero el gobierno está encabezado por un líder de gobierno llamado "Gobernador" (chino simplificado :省长; chino tradicional :省長; pinyin : shěng zhǎng). El Gobernador suele ser el segundo funcionario de mayor rango en el Comité Provincial del partido y tiene el título concurrente de "Secretario Adjunto del Comité del Partido" (chino simplificado :省委副书记; chino tradicional: 省委副書記; pinyin: shěng wěi fù shū jì ). Se puede hacer una comparación similar entre los secretarios del partido municipal y los alcaldes a nivel de ciudad, o incluso entre el Secretario general del Partido Comunista Chino y el Primer ministro del Consejo de Estado a nivel nacional.
Ha habido casos raros en que los cargos de Secretario del Partido y de Gobernador (o Alcalde) fueron ocupados por la misma persona, aunque esta no es la práctica común desde el final de la Revolución Cultural. El Secretario del Partido generalmente es asistido por numerosos Vicesecretarios del Partido.
Hasta los años 1980, el cargo directivo de una organización local del partido se denominaba Primer Secretario y su adjunto Segundo Secretario. Cada organización local del partido tenía su propio Secretariado con numerosos secretarios.

## Jerarquía de líderes partido-gobierno
El sistema administrativo dual de partido y gobierno de China, que comienza en el nivel provincial, establece una jerarquía en la que el jefe del partido se encarga de determinar la dirección de la política y los cambios de personal, y el líder del gobierno correspondiente es responsable de implementar la política del partido y organizar el presupuesto anual, así como otros asuntos gubernamentales cotidianos y tareas ceremoniales. La lista de niveles de jefes del partido es la siguiente:
- A nivel nacional, el jefe del partido es conocido como Secretario General del Comité Central del PCCh (中央总书记), mientras que los cargos gubernamentales correspondientes se conocen como Presidente y Primer Ministro.
- A nivel provincial, el jefe del partido se conoce como Secretario del Comité Provincial del PCCh (省委书记), mientras que el cargo gubernamental correspondiente se conoce como Gobernador.
- A nivel de prefectura o municipio, el jefe del partido se conoce como Secretario del Comité Municipal del PCCh (市委书记), mientras que el cargo gubernamental correspondiente se conoce como Alcalde.
- A nivel de condado, el jefe del partido se conoce como Secretario del Comité del Condado del PCCh (县委书记), mientras que el cargo gubernamental correspondiente se conoce como Gobernador del Condado.
- A nivel de municipio, el jefe del partido se conoce como Secretario del Comité Municipal/Municipal del PCCh (乡委书记), mientras que el cargo gubernamental correspondiente se conoce como Magistrado.
- A nivel de aldea, el jefe local del partido, conocido como el Secretario de la Sección Local del Partido (村支部书记), encabeza un comité de unas diez personas que toma decisiones ejecutivas relacionadas con la aldea. El proceso no es completamente formal y, por lo tanto, el jefe del partido a este nivel no se considera parte de la administración pública china.

Los secretarios del Partido Comunista a nivel provincial también suelen desempeñarse como presidentes del congreso popular provincial. Generalmente, un alto funcionario del gobierno (el alcalde, el gobernador) también ocupará el puesto de primer subdirector del partido.

### Secretario adjunto del Comité del Partido
El secretario adjunto del partido (党委副书记) colabora en el trabajo del secretario del partido. En las jurisdicciones provinciales y de la mayoría de las prefecturas, hay dos jefes adjuntos del partido. El jefe adjunto del partido de mayor rango es generalmente también el jefe del gobierno del área de jurisdicción del comité del partido. El otro jefe adjunto del partido es conocido como zhuanzhi fushuji (专职副书记), que literalmente significa "secretario adjunto del partido específicamente designado". Por lo general, el jefe adjunto del partido zhuanzhi es también el jefe de la escuela del partido de una jurisdicción determinada. Por ejemplo, en la provincia de Sichuan, el secretario del partido encabeza el comité del partido, mientras que el gobernador de Sichuan es el jefe adjunto del partido de mayor rango, y el jefe adjunto del partido "específicamente designado" ocupa el puesto inmediatamente siguiente al gobernador en precedencia.

### Secretario de la Sección del Partido
En casi todas las instituciones del Estado que no forman parte formalmente de la organización del Partido Comunista existen "ramas del Partido" o " grupos del Partido " (党组; dangzu ). Entre ellas se encuentran los órganos gubernamentales, los congresos populares, los ministerios, los departamentos provinciales y municipales, etc. Estas organizaciones se crean por mandato de un comité del Partido y sirven para garantizar que se sigan las directrices políticas generales del Partido en cada institución respectiva. Pueden reunirse en reuniones ad hoc para estudiar documentos o discursos del Partido o llevar a cabo "reuniones sobre la vida del Partido" en sus respectivas instituciones, pero no sirven como órgano ejecutivo en los ámbitos en los que residen.
El secretario de la rama del partido o secretario del grupo del partido (党组书记; dangzu shuji ) es un cargo distinto al del secretario del comité del partido. No tiene la organización elaborada ni la burocracia que es común en un comité del partido. A diferencia de los comités del partido, que informan a los comités del partido originales en un nivel superior de jurisdicción, las ramas del partido son responsables ante el comité del partido que ordenó su creación.

## Lista de Secretarios de los Comités Provinciales en funciones

### Municipalidades
| Municipalidad | Comité Permanente             | Titular            | Titular | Inicio                  | Alcalde    |
| ------------- | ----------------------------- | ------------------ | ------- | ----------------------- | ---------- |
| Pekín         | Comité Municipal de Pekín     | Yin Li 尹力        |         | 13 de noviembre de 2022 | Yin Yong   |
| Tianjin       | Comité Municipal de Chongqing | Chen Min'er 陈敏尔 |         | 8 de diciembre de 2022  | Zhang Gong |
| Shanghái      | Comité Municipal de Shanghái  | Chen Jining 陈吉宁 |         | 28 de octubre de 2022   | Gong Zheng |
| Chongqing     | Comité Municipal de Tianjin   | Yuan Jiajun 袁家军 |         | 8 de diciembre de 2022  | Hu Henghua |

### Provincias
| Provincia    | Comité Permanente                 | Titular              | Titular | Inicio                  | Gobernador    |
| ------------ | --------------------------------- | -------------------- | ------- | ----------------------- | ------------- |
| Anhui        | Comité Provincial de Anhui        | Liang Yanshun 梁言顺 |         | 28 de junio de 2024     | Wang Qingxian |
| Fujian       | Comité Provincial de Fujian       | Zhou Zuyi 周祖翼     |         | 13 de noviembre de 2022 | Zhao Long     |
| Gansu        | Comité Provincial de Gansu        | Hu Changsheng 胡昌升 |         | 7 de diciembre de 2022  | Ren Zhenhe    |
| Guangdong    | Comité Provincial de Guangdong    | Huang Kunming 黄坤明 |         | 31 de diciembre de 2024 | Wang Weizhong |
| Guizhou      | Comité Provincial de Guizhou      | Xu Lin 徐麟          |         | enero de 2023           | Li Bingjun    |
| Hainan       | Comité Provincial de Hainan       | Feng Fei 冯飞        |         | mayo de 2023            | Liu Xiaoming  |
| Hebei        | Comité Provincial de Hebei        | Ni Yuefeng 倪岳峰    |         | 22 de abril de 2022     | Wang Zhengpu  |
| Heilongjiang | Comité Provincial de Heilongjiang | Xu Qin 许勤          |         | 19 de octubre de 2021   | Liang Huiling |
| Henan        | Comité Provincial de Henan        | Liu Ning 刘宁        |         | 31 de diciembre de 2024 | Wang Kai      |
| Hubei        | Comité Provincial de Hubei        | Wang Zhonglin 王忠林 |         | 31 de diciembre de 2024 | Li Dianxun    |
| Hunan        | Comité Provincial de Hunan        | Shen Xiaoming 沈晓明 |         | 14 de marzo de 2023     | Mao Weiming   |
| Jiangsu      | Comité Provincial de Jiangsu      | Xin Changxing 信长星 |         | 3 de enero de 2023      | Xu Kunlin     |
| Jiangxi      | Comité Provincial de Jiangxi      | Yin Hong 尹弘        |         | 7 de diciembre de 2022  | Ye Jianchun   |
| Jilin        | Comité Provincial de Jilin        | Huang Qiang 黄强     |         | 28 de junio de 2024     | Hu Yuting     |
| Liaoning     | Comité Provincial de Liaoning     | Hao Peng 郝鹏        |         | 27 de noviembre de 2022 | Li Lecheng    |
| Qinghai      | Comité Provincial de Qinghai      | Wu Xiaojun 吴晓军    |         | 31 de diciembre de 2024 | Luo Dongchuan |
| Shaanxi      | Comité Provincial de Shaanxi      | Zhao Yide 赵一德     |         | 27 de noviembre de 2022 | Zhao Gang     |
| Shandong     | Comité Provincial de Shandong     | Lin Wu 林武          |         | 29 de diciembre de 2022 | Zhou Naixiang |
| Shanxi       | Comité Provincial de Shanxi       | Tang Dengjie 唐登杰  |         | 28 de octubre de 2023   | Jin Xiangjun  |
| Sichuan      | Comité Provincial de Sichuan      | Wang Xiaohui 王晓晖  |         | 22 de abril de 2022     | Shi Xiaolin   |
| Yunnan       | Comité Provincial de Yunnan       | Wang Ning 王宁       |         | 19 de octubre de 2021   | Wang Yubo     |
| Zhejiang     | Comité Provincial de Zhejiang     | Wang Hao 王浩        |         | 28 de octubre de 2024   | Liu Jie       |

### Regiones Autónomas
| Región Autónoma   | Comité Permanente                               | Titular              | Titular | Inicio                  | Presidente    |
| ----------------- | ----------------------------------------------- | -------------------- | ------- | ----------------------- | ------------- |
| Guangxi           | Comité Regional Autonómico de Guangxi           | Chen Gang 陈刚       |         | 31 de diciembre de 2024 | Lan Tianli    |
| Mongolia Interior | Comité Regional Autonómico de Mongolia Interior | Sun Shaocheng 孙绍骋 |         | 30 de abril de 2022     | Wang Lixia    |
| Ningxia           | Comité Regional Autonómico de Ningxia           | Li Yifei 李邑飞      |         | 28 de junio de 2024     | Zhang Yupu    |
| Tíbet             | Comité Regional Autonómico del Tíbet            | Wang Junzheng 王君正 |         | 19 de octubre de 2021   | Garma Cedain  |
| Sinkiang          | Comité Regional Autonómico de Sinkiang          | Ma Xingrui 马兴瑞    |         | 25 de diciembre de 2021 | Erkin Tuniyaz |